# Совет региона Иль-де-Франс
Региона́льный сове́т Иль-де-Фра́нс (фр. Conseil régional d'Île-de-France) — совещательное собрание французского региона Иль-де-Франс, которое состоит из 209 региональных советников, избираемых сроком на 6 лет. С 18 декабря 2015 года председателем совета является представительница партии «Республиканцы» Валери Пекресс. Она сменила на этом посту Жан-Поля Юшона, который возглавлял совет с 23 марта 1998 года.
Ранее Совет находился в Париже, на улице Барбе-де-Жуи (фр.), дом 33, в 7-м округе Парижа, а в 2018 году переехал в район доков Сент-Уана в пригороде Парижа, в департаменте Сен-Сен-Дени. Новая палата, построенная по инициативе региона вызвала дискуссии.
Молодёжный совет региона Иль-де-Франс (фр.), созданный в 2004 году, является консультационным органом Совета региона и состоит из 128 молодых людей из региона Иль-де-Франс.

## Финансы
|                            | 2015 | 2016 | 2017 | 2018 | 2019 |
| -------------------------- | ---- | ---- | ---- | ---- | ---- |
| Выручка без учёта кредитов | 4209 | 4075 | 4174 | 4305 | 4541 |
| Кредиты                    | 712  | 650  | 530  | 600  | 200  |
| Функциональные расходы     | 2780 | 2678 | 2636 | 2553 | 2543 |
| Инвестиционные расходы     | 2138 | 2047 | 2150 | 2108 | 2235 |
| Непогашенная задолженность | 5363 | 5577 | 5587 | 5660 | 5384 |